# Ptôse
Pour les articles homonymes, voir Ptôse (homonymie).
La ptôse ou ptose (du grec ancien πτῶσις / ptôsis, « chute ») est la position anormalement basse occupée par un organe ou une partie d'organe, résultant de sa descente progressive par gravité.
- La ptôse palpébrale, ou blépharoptose ou encore ptosis, est l'abaissement de la paupière supérieure, qui peut être accompagnée d'une ptôse du sourcil.
- La ptôse mammaire est l'affaissement des seins.
- La ptôse gastrique, ou gastroptose, est un allongement vertical anormal de l'estomac, avec abaissement en position debout. Elle s'accompagne d'un retard d'évacuation du contenu gastrique[1].
- La ptôse rénale, appelée aussi néphroptose, est la position anormalement basse d'un rein, sans modification de l'origine du pédicule qui assure sa vascularisation. Elle s'oppose ici à l'ectopie rénale : le rein est alors bas car sa formation ne s'est pas effectuée au bon endroit, et son pédicule naît lui aussi plus bas.
- La ptôse intestinale, ou entéroptose, ou splanchnoptose, est l'abaissement d'une partie quelconque de l'intestin (surtout du colon transverse).
- La ptôse de l'utérus, ou métroptose, ou hystéroptose, ou utéroptose, est la descente de l'utérus.

Quand une ptôse ou descente se fait à travers un orifice ou dans une cavité, on parle alors de prolapsus, comme le prolapsus rectal ou le prolapsus génital. Le suffixe -cèle (du grec kêlé, hernie) est alors utilisé (exemples : rectocèle, hystérocèle).